# Ierofania
Ierofania (dal greco antico hierós, "sacro", e phainein, "mostrare") è un termine proprio della scienza delle religioni, della storia delle religioni, della fenomenologia della religione e dell'antropologia del sacro, che designa la "manifestazione del sacro".

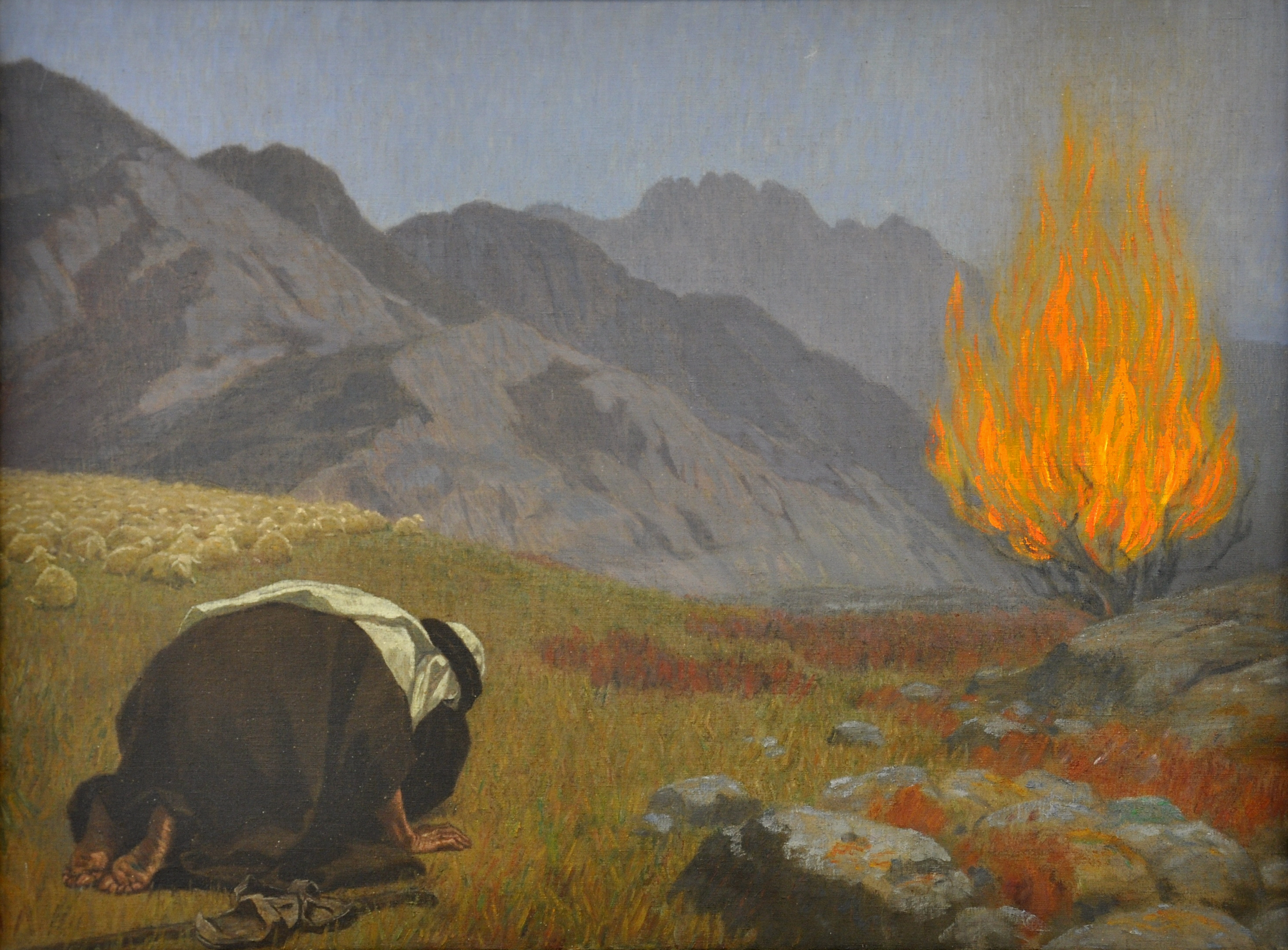
Lo spirito di Dio che si manifesta a Mosè in un rovo ardente.

## Storia e significato del termine
Il termine "ierofania" fu introdotto dallo storico delle religioni rumeno Mircea Eliade risultando essere un concetto cardine della sua ricerca.
Il termine non comporta alcuna ulteriore specificazione e si riferisce a qualsiasi manifestazione del sacro in qualunque oggetto, persona o luogo nel corso della storia dell'umanità. Esso denota una realtà del tutto diversa rispetto a quella comunemente intesa appartenente al mondo abituale profano, manifestandosi nella realtà ordinariamente percepita.
(Mircea Eliade, Religione in Enciclopedia del novecento, Istituto enciclopedico italiano, 1982, pag. 122)
Un albero o una pietra o un essere umano come manifestazioni del sacro, o ierofanie, non perdono le loro caratteristiche fisiche, ma non per queste caratteristiche fisiche essi vengono ritenuti sacri. Divengono "ierofanie" quando assurgono ad ulteriori significati ed attributi, quando, cioè, gli uomini scorgono in loro qualcosa d'"altro", un "totalmente Altro" che appartiene al mondo del sacro.
Qualsiasi oggetto, comportamento, funzione, essere può divenire sacro in una cultura umana, separandosi inevitabilmente da ciò che lo circonda, il profano, pur mantenendone le caratteristiche fisiche.